# Cuy (Oise)
Pour les articles homonymes, voir Cuy.
Cuy est une commune française située dans le département de l'Oise en région Hauts-de-France.

## Géographie

### Description
Cuy est un village-rue rural picard du Noyonnais situé à 7 km à l'ouest de Noyon, 20 km au nord de Compiègne, 41 km au nord-est de Clermont et 25 km au sud-est de Montdidier.
Le village est desservi par l'ancienne Route nationale 38 et est aisément accessible par l'ancienne route nationale 334 (actuelles routes départementales RD 938 et 934).
Louis Graves décrivait en 1850 le territoire communal comme « occupé dans sa partie centrale par une colline sablonneuse sur les pentes de laquelle le chef -lien est placé. Ce village forme sur la route départementale de Beauvais à Noyon une longue rue, dent les maisons sont séparées
par des jardins garnis de plantations; une seconde rue croisant la première se dirige au midi sur le côté occidental de la colline ».

### Hydrographie

#### Réseau hydrographique
La commune est située dans le bassin Seine-Normandie. Elle est drainée par la Divette et le ru d'Oremus,,.
La Divette, d'une longueur de 15 km, prend sa source dans la commune de Plessis-de-Roye et se jette  dans l'Oise à Pont-l'Évêque, après avoir traversé dix communes.

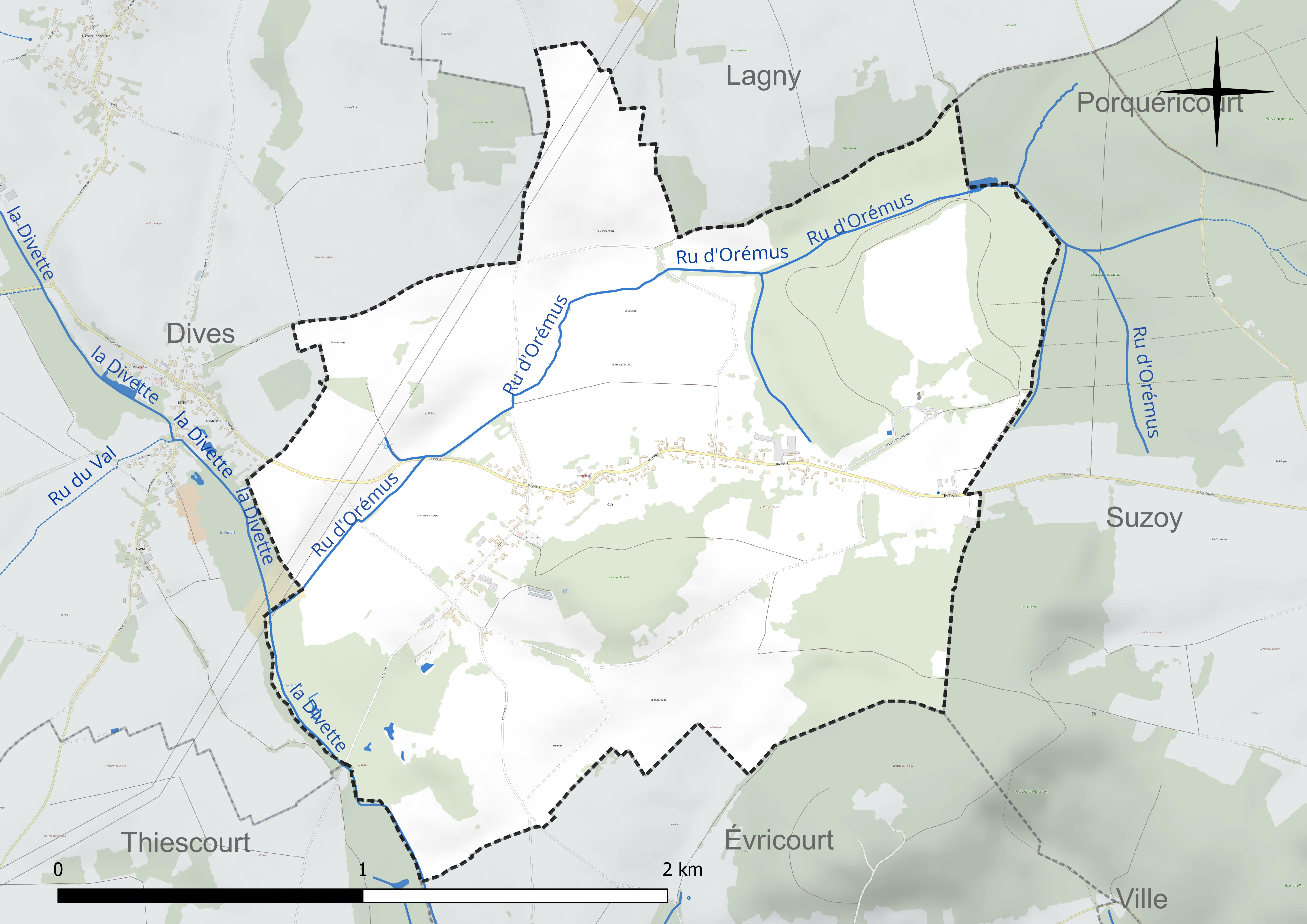
Réseau hydrographique de Cuy.

#### Gestion et qualité des eaux
Le territoire communal est couvert par le schéma d'aménagement et de gestion des eaux (SAGE) « Sensée ». Ce document de planification concerne un territoire de 1 013 km2 de superficie, délimité par le bassin versant de l'Oise moyenne. Le périmètre a été arrêté le 24 avril 2017 et le SAGE est, en 2024, encore en élaboration. La structure porteuse de l'élaboration et de la mise en œuvre est le syndicat mixte du SAGE Oise-Moyenne (SMOM).
La qualité des cours d'eau peut être consultée sur un site dédié géré par les agences de l'eau et l'Agence française pour la biodiversité.

### Climat
Pour des articles plus généraux, voir Climat des Hauts-de-France et Climat de l'Oise.
En 2010, le climat de la commune est de type climat océanique dégradé des plaines du Centre et du Nord, selon une étude du CNRS s'appuyant sur une série de données couvrant la période 1971-2000. En 2020, Météo-France publie une typologie des climats de la France métropolitaine dans laquelle la commune est exposée à un climat océanique et est dans la région climatique Nord-est du bassin Parisien, caractérisée par un ensoleillement médiocre, une pluviométrie moyenne régulièrement répartie au cours de l'année et un hiver froid (3 °C).
Pour la période 1971-2000, la température annuelle moyenne est de 10,6 °C, avec une amplitude thermique annuelle de 14,8 °C. Le cumul annuel moyen de précipitations est de 723 mm, avec 11,5 jours de précipitations en janvier et 8,8 jours en juillet. Pour la période 1991-2020, la température moyenne annuelle observée sur la station météorologique la plus proche, située sur la commune de Margny-lès-Compiègne à 19 km à vol d'oiseau, est de 11,2 °C et le cumul annuel moyen de précipitations est de 633,5 mm,. Pour l'avenir, les paramètres climatiques de la commune estimés pour 2050 selon différents scénarios d'émission de gaz à effet de serre sont consultables sur un site dédié publié par Météo-France en novembre 2022.

## Urbanisme

### Typologie
Au 1er janvier 2024, Cuy est catégorisée commune rurale à habitat dispersé, selon la nouvelle grille communale de densité à sept niveaux définie par l'Insee en 2022.
Elle est située hors unité urbaine. Par ailleurs la commune fait partie de l'aire d'attraction de Compiègne, dont elle est une commune de la couronne,. Cette aire, qui regroupe 101 communes, est catégorisée dans les aires de 50 000 à moins de 200 000 habitants,.

### Occupation des sols
L'occupation des sols de la commune, telle qu'elle ressort de la base de données européenne d'occupation biophysique des sols Corine Land Cover (CLC), est marquée par l'importance des territoires agricoles (58,9 % en 2018), en diminution par rapport à 1990 (59,9 %). La répartition détaillée en 2018 est la suivante : 
terres arables (53,4 %), forêts (32,3 %), zones urbanisées (8,8 %), zones agricoles hétérogènes (5,5 %). L'évolution de l'occupation des sols de la commune et de ses infrastructures peut être observée sur les différentes représentations cartographiques du territoire : la carte de Cassini (XVIIIe siècle), la carte d'état-major (1820-1866) et les cartes ou photos aériennes de l'IGN pour la période actuelle (1950 à aujourd'hui).

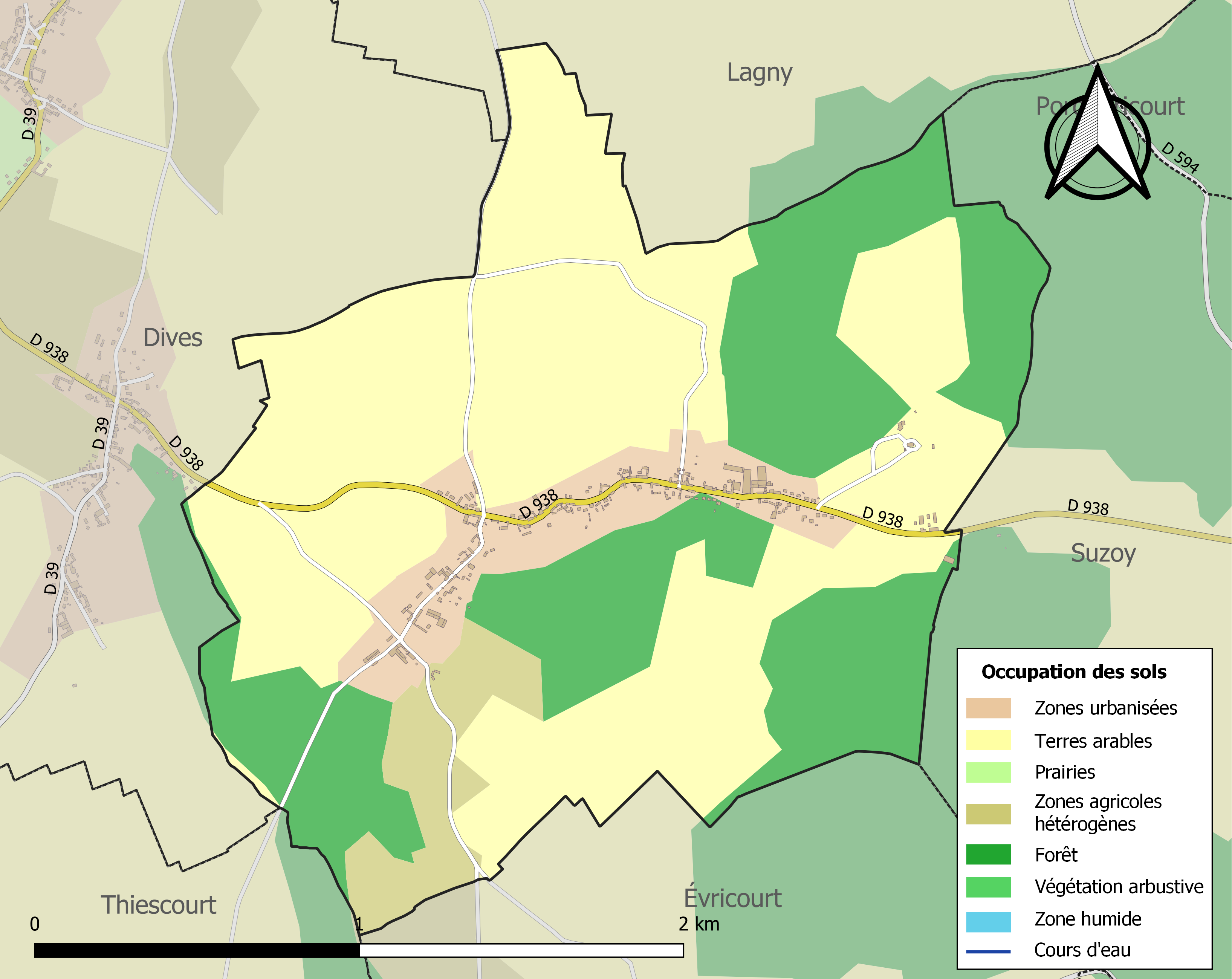
Carte des infrastructures et de l'occupation des sols de la commune en 2018 (CLC).

### Habitat et logement
En 2018, le nombre total de logements dans la commune était de 94, alors qu'il était de 92 en 2013 et de 90 en 2008.
Parmi ces logements, 90,4 % étaient des résidences principales, 3,2 % des résidences secondaires et 6,4 % des logements vacants. Ces logements étaient pour 93,6 % d'entre eux des maisons individuelles et pour 5,3 % des appartements.
Le tableau ci-dessous présente la typologie des logements à Cuy en 2018 en comparaison avec celle de l'Oise et de la France entière. Une caractéristique marquante du parc de logements est ainsi une proportion de résidences secondaires et logements occasionnels (3,2 %) supérieure à celle du département (2,5 %) et à celle de la France entière (9,7 %). Concernant le statut d'occupation de ces logements, 82,4 % des habitants de la commune sont propriétaires de leur logement (78,8 % en 2013), contre 61,4 % pour l'Oise et 57,5 pour la France entière.
| Typologie                                               | Cuy  | Oise | France entière |
| ------------------------------------------------------- | ---- | ---- | -------------- |
| Résidences principales (en %)                           | 90,4 | 90,4 | 82,1           |
| Résidences secondaires et logements occasionnels (en %) | 3,2  | 2,5  | 9,7            |
| Logements vacants (en %)                                | 6,4  | 7,1  | 8,2            |

### Voies de communication et transports
La commune est desservie, en 2023, par les lignes 674 et 6307 du réseau interurbain de l'Oise.

## Toponymie
Le nom de la localité est attesté sous les formes apud villam de Cuy (1213) ; Cui (1213) ; Jehans de Cui (1266) ; lausnois de Cuy (1268) ; in territorio de Cui (1268) ; Cuiacum (vers 1300) ; Cuy (1266) ; cuy delez Noyon (1376) ; Cuys (1667).

## Histoire

### Moyen Âge
Le roi Philippe-Auguste donne vers 1213 tout ce qu'il possédait dans la paroisse aux évêques de Noyon. .L'Abbaye Notre-Dame d'Ourscamp avait également des biens à Cuy, qui lui avaient été données notamment par Haude Waignard de Cuy. Ces donations ont été confirmées par une charte de 1206 de Gautier Bardins, bailli de Vermandois.
La tradition mentionnait au XIXe siècle l'existence d'un château-fort dont il ne restait alors plus de traces au lieu-dit le Châtelet sité au sommet du Mont de Cuy.

### Époque moderne
Cuy était une possession de  la maison de La Fons, originaire de Picardie, et qui avait pour armes : d'argent a trois hures de sangliers de sable, arrachées et lampassées de gueules posées 2 et 4
Sous l'Ancien Régime, Cuy faisait partie du bailliage et du l'élection de
Noyon ainsi que de l'intendance de Soissons.

### Époque contemporaine
En 1827, Évricourt est fugacement réunie ç Cuy.
En 1850, la commune était propriétaire du presbytère et de quelques hectares de pâtures marécageuses. Un moulin à eau, alors récent se trouvait  dans la vallée, à l'ouest du village. La population vivait des travaux forestiers et de l'agliculture.

#### Première Guerre mondiale
Cuy est occupée par l'armée allemande du 30 août 1914 au 18 mars 1917 à la suite de son retrait lors de l'Opération Alberich. Le village est alors détruit, ses habitants déportés en Allemagne ou réfugiés. Il est à nouveau occupé en juin 1918 et est définitivement libérée le 28 août 1918.
Le village est considéré comme détruit à la fin de la guerre et a  été décoré de la Croix de guerre 1914-1918, le 15 février 1921.

## Politique et administration

### Rattachements administratifs et électoraux

#### Rattachements administratifs
La commune se trouve  dans l'arrondissement de Compiègne du département de l'Oise.
Elle faisait partie depuis 1802 du canton de Lassigny. Dans le cadre du redécoupage cantonal de 2014 en France, cette circonscription administrative territoriale a disparu, et le canton n'est plus qu'une circonscription électorale.

#### Rattachements électoraux
Pour les élections départementales, la commune fait partie depuis 2014 du canton de Thourotte
Pour l'élection des députés, elle fait partie de la sixième circonscription de l'Oise.

### Intercommunalité
Cuy est membre de la communauté de communes du Pays des Sources, un établissement public de coopération intercommunale (EPCI) à fiscalité propre créé en 1997 et auquel la commune a transféré un certain nombre de ses compétences, dans les conditions déterminées par le code général des collectivités territoriales.

### Liste des maires
| Période                                  | Période                       | Identité            | Étiquette | Qualité                                                 |
| ---------------------------------------- | ----------------------------- | ------------------- | --------- | ------------------------------------------------------- |
| Les données manquantes sont à compléter. |                               |                     |           |                                                         |
| avant 1995                               |                               | Joël Floch          |           |                                                         |
| Les données manquantes sont à compléter. |                               |                     |           |                                                         |
| mars 2001                                | 2014                          | Christophe Defrance |           | Gérant d'une entreprise de travaux agricoles            |
| 2014                                     | août 2014,                    | Roland Picard       |           | Retraité Élection annulée par le Tribunal administratif |
| octobre 2014                             | En cours (au 2 décembre 2021) | Michel Leroy        |           | Entrepreneur                                            |

## Population et société

### Démographie

#### Évolution démographique
L'évolution du nombre d'habitants est connue à travers les recensements de la population effectués dans la commune depuis 1793. Pour les communes de moins de 10 000 habitants, une enquête de recensement portant sur toute la population est réalisée tous les cinq ans, les populations de référence des années intermédiaires étant quant à elles estimées par interpolation ou extrapolation. Pour la commune, le premier recensement exhaustif entrant dans le cadre du nouveau dispositif a été réalisé en 2008.

En 2022, la commune comptait 216 habitants, en évolution de −0,46 % par rapport à 2016 (Oise : +0,87 %, France hors Mayotte : +2,11 %).
| 1793 | 1800 | 1806 | 1821 | 1831 | 1836 | 1841 | 1846 | 1851 |
| ---- | ---- | ---- | ---- | ---- | ---- | ---- | ---- | ---- |
| 309  | 286  | 322  | 322  | 357  | 346  | 360  | 345  | 344  |

| 1856 | 1861 | 1866 | 1872 | 1876 | 1881 | 1886 | 1891 | 1896 |
| ---- | ---- | ---- | ---- | ---- | ---- | ---- | ---- | ---- |
| 319  | 312  | 273  | 265  | 245  | 240  | 204  | 187  | 193  |

| 1901 | 1906 | 1911 | 1921 | 1926 | 1931 | 1936 | 1946 | 1954 |
| ---- | ---- | ---- | ---- | ---- | ---- | ---- | ---- | ---- |
| 238  | 232  | 194  | 146  | 150  | 139  | 147  | 142  | 151  |

| 1962 | 1968 | 1975 | 1982 | 1990 | 1999 | 2006 | 2008 | 2013 |
| ---- | ---- | ---- | ---- | ---- | ---- | ---- | ---- | ---- |
| 152  | 137  | 149  | 157  | 217  | 214  | 224  | 229  | 224  |

| 2018 | 2022 | - | - | - | - | - | - | - |
| ---- | ---- | - | - | - | - | - | - | - |
| 220  | 216  | - | - | - | - | - | - | - |

#### Pyramide des âges
La population de la commune est relativement jeune.
En 2018, le taux de personnes d'un âge inférieur à 30 ans s'élève à 34,5 %, soit en dessous de la moyenne départementale (37,3 %). À l'inverse, le taux de personnes d'âge supérieur à 60 ans est de 25,0 % la même année, alors qu'il est de 22,8 % au niveau départemental.
En 2018, la commune comptait 116 hommes pour 104 femmes, soit un taux de 52,73 % d'hommes, largement supérieur au taux départemental (48,89 %).
Les pyramides des âges de la commune et du département s'établissent comme suit.
| Hommes | Classe d’âge | Femmes |
| ------ | ------------ | ------ |
| 0,9    | 90 ou +      | 0,0    |
| 1,7    | 75-89 ans    | 6,7    |
| 19,8   | 60-74 ans    | 21,2   |
| 17,2   | 45-59 ans    | 15,4   |
| 23,3   | 30-44 ans    | 25,0   |
| 14,7   | 15-29 ans    | 12,5   |
| 22,4   | 0-14 ans     | 19,2   |

| Hommes | Classe d’âge | Femmes |
| ------ | ------------ | ------ |
| 0,5    | 90 ou +      | 1,4    |
| 5,5    | 75-89 ans    | 7,6    |
| 15,6   | 60-74 ans    | 16,3   |
| 20,8   | 45-59 ans    | 20     |
| 19,4   | 30-44 ans    | 19,4   |
| 17,6   | 15-29 ans    | 16,2   |
| 20,6   | 0-14 ans     | 19,1   |

## Culture locale et patrimoine

### Lieux et monuments

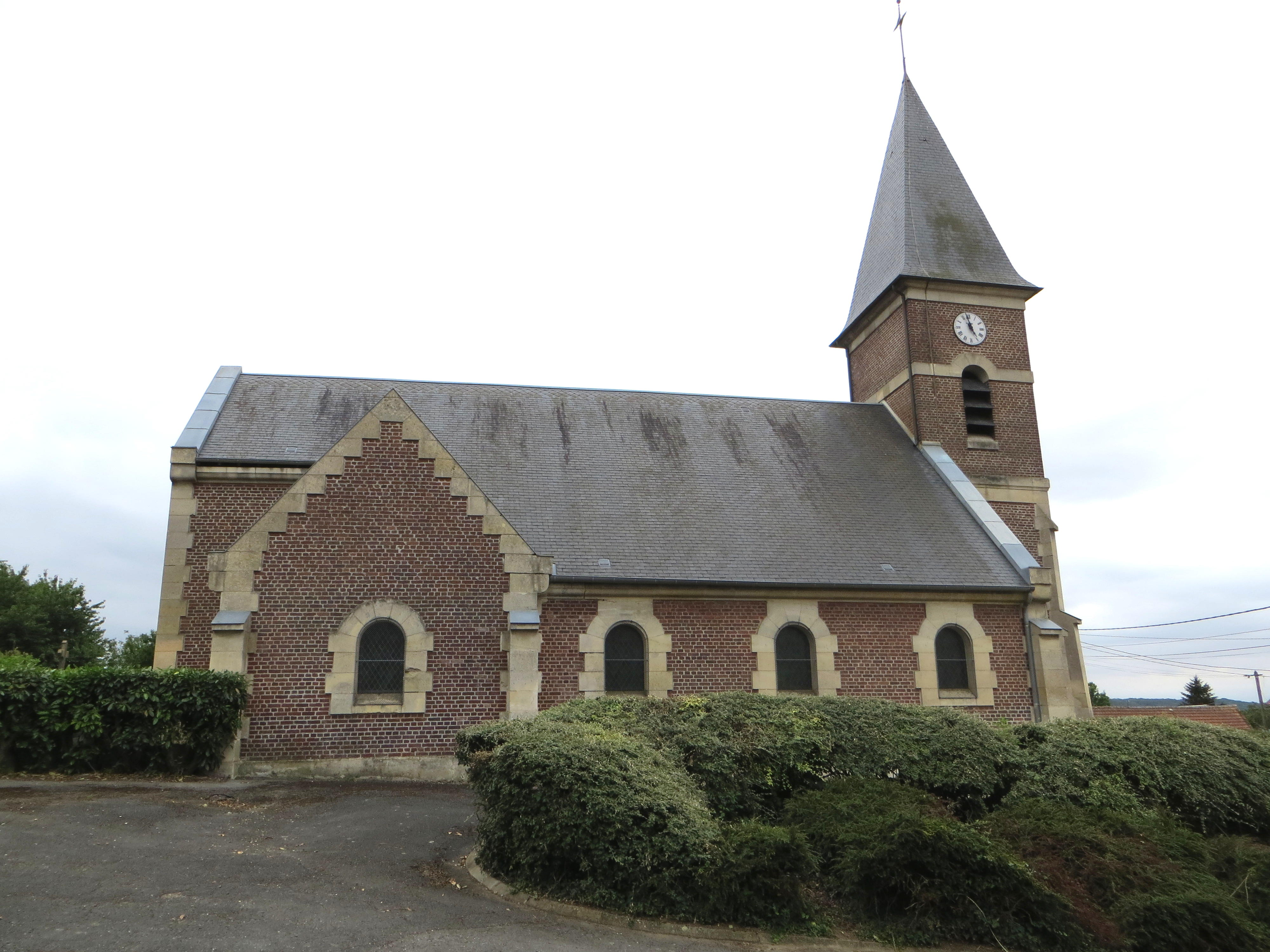
Église Notre-Dame-de-la-Nativité - Cloche de l'église sonnant à 17h: Fichier:Cuy - Église de la Nativité - 17h.ogg

- Église Notre-Dame-de-la-Nativité, reconstruite en style néo-roman dans les années 1920 en briques et pierres, après sa destruction lors de la Première Guerre mondiale. Elle est constituée d'une nef avec ses bas-côtés, de trois travées, un chœur à chevet plat flanqué de deux croisillons. Le clocher-porche communique avec une tribune occupant la première travée de la nef.
Les vitraux du triplet du chevet ont été réalisés en 1929 par le maître verrier beauvaisien Houille et représentent la naissance de la Vierge. Une belle Vierge à l'Enfant du XVIe siècle, restaurée, orne l'église[33]

### Personnalités liées à la commune
- René de Segonzac (1867-1962), né au château des Essarts à Cuy, militaire, explorateur et écrivain.